# La Trêve (album)
Pour les articles homonymes, voir La Trêve.
Albums de Mickey 3D
Mistigri Torture
(1999) Tu vas pas mourir de rire
(2003)
La Trêve est le deuxième album du groupe français Mickey 3D, sorti en 2001 chez le label Virgin. L'album s'est classé à la 62e place des charts en France et s'est vendu à plus de 80 000 exemplaires.
La pochette est dessinée par Najah El Mahmoud, claviériste nouvellement intégrée au groupe, et souligne la nostalgie « qui est le sentiment dominant » de l'album. Le groupe se professionnalise pour ce 2e album avec un son plus travaillé et des chansons rodées en live l'année précédente et mariant les genres « avec plus de cohérence et d'unité ».

## Liste des chansons
| No  | Titre                          | Durée |
| --- | ------------------------------ | ----- |
| 1.  | Regarde les amants             | 3:46  |
| 2.  | Là                             | 3:23  |
| 3.  | Tu dis mais ne sais pas        | 3:06  |
| 4.  | Ma grand-mère                  | 3:37  |
| 5.  | 2-3 jours à Paris              | 3:51  |
| 6.  | Jeudi pop pop                  | 3:08  |
| 7.  | Jean Moulin                    | 2:41  |
| 8.  | Plus rien                      | 3:30  |
| 9.  | Qui ?                          | 3:17  |
| 10. | L'Homme qui suivait les nuages | 4:29  |
| 11. | La Trêve                       | 1:07  |
| 12. | Méfie-toi !                    | 4:19  |
| 13. | La Tempête                     | 3:13  |
| 14. | Storiz                         | 5:00  |

Un morceau caché (Plus rien [2]) se trouve à la fin de l'album.

## Édition limitée
Une édition limitée est parue en mai 2001 avec un CD bonus au tracklisting suivant :
1. Le Goût du citron (Live à l'Européen le 4/12/00, avec Gaëtan Roussel de Louise Attaque)
2. Ma grand-mère (Live à l'Européen le 4/12/00, avec Arnaud Samuel de Louise Attaque au violon))
3. La France a peur (Live in Massilia)

## Singles
- Tu dis mais ne sais pas
- Jeudi pop pop
- Ma grand-mère (nouvelle version)

Les deux premiers singles sont présents sur le maxi À la piscine... et le troisième sur le maxi Ma grand-mère.